# Chilei fecske
A chilei fecske (Tachycineta leucopyga vagy Tachycineta meyeni leucopyga) a madarak osztályának a verébalakúak rendjébe, ezen belül a fecskefélék (Hirundinidae) családjába tartozó faj.
A magyar név forrással nincs megerősítve, lehet, hogy az angol név tükörfordítása (Chilean Swallow).

## Előfordulása
Argentína, Chile és a Falkland-szigetek területén honos. Telelni észak felé indul Bolíviába, Brazíliába, Paraguayba, Uruguayba. Kóborlásai szórán eljut a Déli-Georgia és Déli-Sandwich-szigetekre is.  Természetes élőhelye, a mérsékelt övi füves legelők, erdők, víz közelében és az emberi területek.

## Megjelenése
Testhossza 11-13 centiméter. Fényes kék-fekete a feje felül, a tarkója, a háta, a szárnya és a farka, a csőrétől lefelé, a nyaka, a melle, a hasa és a fara fehér.